# Бюхнер, Андреас Элиас
Андреас Элиас Бюхнер (нем. Andreas Elias Büchner; 9 апреля 1701, Эрфурт — 29 июля 1769, Галле (Саксония-Анхальт) — немецкий медик, педагог, профессор, доктор медицины, искусств и психологии, президент «Леопольдины» (1735—1769).
Изучал медицину в университетах Эрфурта, Галле и Лейпцига. В 1722 получил докторскую степень по медицине в университете Эрфурта.
После этого отправился в научную поездку по Франконии, Швабии и Саксонии, затем преподавал в университете Эрфурта.
В 1724 получил ученую степень магистра факультета искусств. С 1726 Бюхнер—  член «Леопольдины» .
В 1729 получил место профессора медицинского факультета. В 1732 — адъюнкт-профессор, с 1733 — директор Ephemeridum, с 1735 президент «Леопольдины» .
С 1744 Бюхнер — полный профессор университета в Галле.
В 1745/46, 1758/59, 1767/68 учебных годах избирался вице-ректором.
А. Э. Бюхнер был одним из самых последовательных сторонников теории Фридриха Гофмана.
Автор целого ряда книг по физиологии, патологии, терапии, фармакологии.

## Избранные труды
- Dissertatio Inavgvralis Physico-Medica De Aqvis Medicatis Praesertim De Fonte Medicato Clivensi. 1752
- Miscellanea physico-medico-mathemathica oder angenehme, curieuse und nützliche Nachrichten. 1731—1734.
- Abhandlung von einer besonderen und leichten Art, Taube hörend zu machen. 1759.
- Hilaria typographica Erfordiensia. 1740